# Shine On (Jet)
Shine On is het tweede album van Jet. Het was uitgebracht in begin oktober 2006 door Elektra.

## Track listing
1. "L'espirit D'escalier" – 0:23
2. "Holiday" – 3:25
3. "Put Your Money Where Your Mouth Is" – 2:32
4. "Bring It On Back" – 4:09
5. "That's All Lies" – 2:43
6. "Kings Horses" – 3:19
7. "Shine On" – 4:36
8. "Come On Come On" – 4:24
9. "Stand Up" – 4:33
10. "Rip It Up" – 3:19
11. "Skin and Bones" – 3:17
12. "Shiny Magazine" – 3:28
13. "Eleanor" – 3:34
14. "All You Have To Do" – 4:39

## Bonus tracks
- "Hey Kids" – 3:24 (dit nummer is track 6 op de Amerikaanse versie van het album en staat tussen "That's All Lies" en "Kings Horses")
- "Coming Home Soon" (dit nummer is exclusief te verkrijgen via iTunes)
- "Snap Your Fingers" (dit nummer is een B-side van de single "Put Your Money Where Your Mouth Is")
- "This Night Is Yours" (dit nummer is een B-side van de single "Put Your Money Where Your Mouth Is")